# MT81
MT81是一种有机化合物，分子式C22H18O7，属于真菌毒素，有抗生素活性，存在于一些青黴菌（Penicillium）真菌中。